# Thüringer Landespokal 2010/11
Der Thüringer Landespokal 2010/11 war die 21. Austragung des Fußballwettbewerbs auf Verbandsebene im Thüringer Fußball-Verband (TFV). Pokalsieger wurde der ZFC Meuselwitz, der sich im Finale am 17. Mai 2011 im Stadion am Lindenhof in Heilbad Heiligenstadt mit 6:5 nach Elfmeterschießen gegen den 1. SC 1911 Heiligenstadt durchsetzte. Durch den Pokalsieg qualifizierte sich der ZFC Meuselwitz für die 1. Hauptrunde des DFB-Pokals 2011/12.

## Qualifikation und Spielmodus
Für den Thüringer Landespokal sind automatisch alle Drittliga-, Regionalliga-, Oberliga-, Thüringenliga- und Landesklassevereine Thüringens qualifiziert. Außerdem qualifizieren sich die neun Kreispokalsieger. Seit der Saison 2007/08 darf jedoch pro Verein nur noch eine Mannschaft teilnehmen.
Er wird in sechs Runden, zuzüglich einer Vorrunde, im K.-o.-System ausgetragen. Die jeweiligen Paarungen werden im Losverfahren ermittelt. Der unterklassige Verein hat (mit Ausnahme des Finals) immer Heimrecht, bei Klassengleichheit der Erstgezogene. Jede Mannschaft hat pro Runde nur ein Spiel, welches bei einem Unentschieden nach 90 Minuten verlängert und ggf. im Elfmeterschießen entschieden wird. Die Drittligisten sowie einige ausgeloste Mannschaften haben in der ersten Runde des Wettbewerbes ein Freilos.

## Vorrunde
Die Vorrunde des Thüringer Landespokals 2010/11 fand vom 23. Juli bis 1. September 2010 statt.

### 1. Vorrunde
Die 1. Vorrunde des Thüringer Landespokals 2010/11 fand vom 23. bis 25. Juli 2010 statt.
| Datum                    |                         | Ergebnis  |                                   |
| ------------------------ | ----------------------- | --------- | --------------------------------- |
| 23. Juli 2010, 18:30 Uhr | TSV Bad Blankenburg     | 1:3 n. V. | FSV Martinroda                    |
| 24. Juli 2010, 14:00 Uhr | Stahl Unterwellenborn   | 2:0       | FC Empor Weimar                   |
| 24. Juli 2010, 14:30 Uhr | FSV Sömmerda            | 3:4       | FC Thüringen Jena                 |
| 24. Juli 2010, 14:30 Uhr | SG Glücksbrunn Schweina | 0:3       | FC Gebesee 1921                   |
| 24. Juli 2010, 14:30 Uhr | ESV Lokomotive Eisenach | 7:3       | FSV Preußen Bad Langensalza       |
| 24. Juli 2010, 14:30 Uhr | SpG Bischleben          | 2:1       | 1. Suhler SV 06                   |
| 25. Juli 2010, 14:00 Uhr | EFC Ruhla 08            | 1:3       | SG FC Blau-Weiß Dachwig/Döllstädt |
| 25. Juli 2010, 14:00 Uhr | SpVgg Siebleben         | 5:1       | SVW Bad Salzungen                 |
| 25. Juli 2010, 14:00 Uhr | SpVgg Geratal           | 1:0       | VfL 06 Saalfeld                   |
| 25. Juli 2010, 14:00 Uhr | SG Traktor Teichel      | 2:3       | SpG Buttstädt                     |

### 2. Vorrunde
Die 2. Vorrunde des Thüringer Landespokals 2010/11 fand vom 30. Juli bis 1. August 2010 statt.
| Datum                     |                                   | Ergebnis  |                             |
| ------------------------- | --------------------------------- | --------- | --------------------------- |
| 30. Juli 2010, 18:30 Uhr  | FSV Martinroda                    | 2:4       | SV Germania Ilmenau         |
| 31. Juli 2010, 14:30 Uhr  | SV Hermsdorf                      | 0:2       | VfB 09 Pößneck              |
| 31. Juli 2010, 14:30 Uhr  | SV 1879 Ehrenhain                 | 2:0       | FSV GW Stadtroda            |
| 31. Juli 2010, 14:30 Uhr  | VfR Bad Lobenstein                | 5:2 n. E. | FC Thüringen Jena           |
| 31. Juli 2010, 14:30 Uhr  | FSV Schleiz                       | 1:4       | 1. FC Gera 03               |
| 31. Juli 2010, 14:30 Uhr  | SpG Lengenfeld                    | 0:3       | SC Leinefelde 1912          |
| 31. Juli 2010, 14:30 Uhr  | SV EK Veilsdorf                   | 2:0       | SC 1903 Weimar              |
| 31. Juli 2010, 14:30 Uhr  | SpG Bischleben                    | 4:2       | 1. FC Sonneberg 04          |
| 31. Juli 2010, 14:30 Uhr  | SpG Buttstädt                     | 0:6       | ESV Lokomotive Eisenach     |
| 31. Juli 2010, 14:30 Uhr  | SpVgg Geratal                     | 3:1 n. V. | SV 08 Steinach              |
| 31. Juli 2010, 14:30 Uhr  | Kraftsdorfer SV 03                | 3:4       | SV Blau-Weiß Niederpöllnitz |
| 31. Juli 2010, 14:30 Uhr  | SV Eintracht Eisenberg            | 0:1       | SV Motor Altenburg          |
| 31. Juli 2010, 14:30 Uhr  | SpG Schmölln                      | 0:4       | BSG Wismut Gera             |
| 1. August 2010, 14:00 Uhr | LSG Großwechsungen                | 1:3       | BSV Sondershausen           |
| 1. August 2010, 14:00 Uhr | TSV Sonneberg-West                | 6:0       | SpVgg Siebleben             |
| 1. August 2010, 14:00 Uhr | SpG Arenshausen                   | 1:5       | 1. SC 1911 Heiligenstadt    |
| 1. August 2010, 14:00 Uhr | SV Nh.-Schierschnitz              | 5:6 n. V. | SV Borsch 1925              |
| 1. August 2010, 14:00 Uhr | SV Struth-Helmershof              | 3:0       | SV 09 Arnstadt              |
| 1. August 2010, 14:00 Uhr | SV Normania Treffurt              | 0:2 W     | Union Mühlhausen            |
| 1. August 2010, 14:00 Uhr | FSV Hildburghausen                | 1:2       | FC Einheit Rudolstadt       |
| 1. August 2010, 14:00 Uhr | SG FC Blau-Weiß Dachwig/Döllstädt | 7:8 n. E. | Wacker Nordhausen           |
| 1. August 2010, 14:00 Uhr | SV Grün-Weiß Siemerode            | 5:3       | SV BW Neustadt/O.           |
| 1. August 2010, 14:00 Uhr | SpG Schlotheim                    | 1:2       | FC Gebesee 1921             |
| 1. August 2010, 15:00 Uhr | 1. FC Greiz                       | 2:3 n. V. | SV SCHOTT Jena              |
| 1. August 2010, 15:00 Uhr | FC Thüringen Weida                | 4:5       | SpG Zeulenroda              |
| -                         | Freilos                           | -:-       | FSV Wacker Gotha            |
| -                         | Freilos                           | -:-       | FC Rot-Weiß Erfurt          |
| -                         | Freilos                           | -:-       | FC Carl Zeiss Jena          |
| -                         | Freilos                           | -:-       | ZFC Meuselwitz              |
| -                         | Freilos                           | -:-       | ESV Lok Erfurt              |
| -                         | Freilos                           | -:-       | Stahl Unterwellenborn       |
| -                         | Freilos                           | -:-       | RSV Kaltennordheim          |

## 1. Runde
Die 1. Runde des Thüringer Landespokals 2010/11 fand vom 1. bis 7. September 2010 statt.
| Datum                        |                             | Ergebnis  |                          |
| ---------------------------- | --------------------------- | --------- | ------------------------ |
| 1. September 2010, 17:30 Uhr | SV Germania Ilmenau         | 1:3 n. V. | FSV Wacker Gotha         |
| 4. September 2010, 13:30 Uhr | SC Leinefelde 1912          | 0:3       | FC Carl Zeiss Jena       |
| 4. September 2010, 13:30 Uhr | VfB 09 Pößneck              | 0:6       | FC Rot-Weiß Erfurt       |
| 4. September 2010, 14:30 Uhr | SV 1879 Ehrenhain           | 3:0       | VfR Bad Lobenstein       |
| 4. September 2010, 14:30 Uhr | SV EK Veilsdorf             | 6:7 n. E. | FC Einheit Rudolstadt    |
| 4. September 2010, 14:30 Uhr | ESV Lokomotive Eisenach     | 7:0       | TSV Sonneberg-West       |
| 4. September 2010, 14:30 Uhr | Stahl Unterwellenborn       | 2:3       | 1. FC Gera 03            |
| 4. September 2010, 14:30 Uhr | SV Blau-Weiß Niederpöllnitz | 0:4       | SV Motor Altenburg       |
| 4. September 2010, 15:30 Uhr | BSV Eintracht Sondershausen | 2:5       | 1. SC 1911 Heiligenstadt |
| 5. September 2010, 14:00 Uhr | SV Struth-Helmershof        | 3:1       | ESV Lok Erfurt           |
| 5. September 2010, 14:00 Uhr | RSV Kaltennordheim          | 1:2       | SV Grün-Weiß Siemerode   |
| 5. September 2010, 14:00 Uhr | FC Gebesee 1921             | 1:3       | BSG Wismut Gera          |
| 5. September 2010, 14:00 Uhr | SpG Bischleben              | 5:3       | SpVgg Geratal            |
| 5. September 2010, 14:00 Uhr | SV Borsch 1925              | 2:1       | Union Mühlhausen         |
| 5. September 2010, 14:00 Uhr | Wacker Nordhausen           | 6:0       | SpG Zeulenroda           |
| 7. September 2010, 17:30 Uhr | SV SCHOTT Jena              | 0:2       | ZFC Meuselwitz           |

## Achtelfinale
Das Achtelfinale des Thüringer Landespokals 2010/11 fand am 9. und 10. Oktober 2010 statt.
| Datum                       |                        | Ergebnis  |                          |
| --------------------------- | ---------------------- | --------- | ------------------------ |
| 9. Oktober 2010, 13:30 Uhr  | BSG Wismut Gera        | 4:5 n. E. | FC Carl Zeiss Jena       |
| 9. Oktober 2010, 13:30 Uhr  | SV Motor Altenburg     | 0:4       | FC Rot-Weiß Erfurt       |
| 9. Oktober 2010, 14:00 Uhr  | SpG Bischleben         | 1:5       | 1. SC 1911 Heiligenstadt |
| 9. Oktober 2010, 14:00 Uhr  | FC Einheit Rudolstadt  | 0:2       | FSV Wacker Gotha         |
| 10. Oktober 2010, 14:00 Uhr | SV 1879 Ehrenhain      | 2:6       | ZFC Meuselwitz           |
| 10. Oktober 2010, 14:00 Uhr | SV Struth-Helmershof   | 4:2 n. V. | SV Borsch 1925           |
| 10. Oktober 2010, 14:00 Uhr | SV Grün-Weiß Siemerode | 4:5 n. E. | ESV Lokomotive Eisenach  |
| 10. Oktober 2010, 14:00 Uhr | Wacker Nordhausen      | 7:8 n. E. | 1. FC Gera 03            |

## Viertelfinale
Die Partien des Viertelfinals fanden am 16. und 20. November 2010 sowie am 27. März 2011 statt.
| Datum                        |                          | Ergebnis  |                         |
| ---------------------------- | ------------------------ | --------- | ----------------------- |
| 16. November 2010, 19:00 Uhr | FC Carl Zeiss Jena       | 2:1 n. V. | FC Rot-Weiß Erfurt      |
| 20. November 2010, 13:00 Uhr | SV Struth-Helmershof     | 0:2 n. V. | ESV Lokomotive Eisenach |
| 20. November 2010, 13:00 Uhr | 1. SC 1911 Heiligenstadt | 4:2 n. V. | FSV Wacker Gotha        |
| 27. März 2011, 13:30 Uhr     | 1. FC Gera 03            | 1:2       | ZFC Meuselwitz          |

## Halbfinale
Die Partien des Halbfinales fanden am 26. März und 26. April 2011 statt.
| Datum                     |                         | Ergebnis  |                          |
| ------------------------- | ----------------------- | --------- | ------------------------ |
| 26. März 2011, 14:15 Uhr  | ESV Lokomotive Eisenach | 3:5 n. E. | 1. SC 1911 Heiligenstadt |
| 26. April 2011, 17:15 Uhr | ZFC Meuselwitz          | 2:1       | FC Carl Zeiss Jena       |

## Finale
Das Finale des Thüringer Landespokals fand am 17. Mai 2011 im Stadion am Lindenhof in Heilbad Heiligenstadt statt.
| 1. SC 1911 Heiligenstadt                                                  | 1. SC 1911 Heiligenstadt | ZFC Meuselwitz | ZFC Meuselwitz |
| ------------------------------------------------------------------------- | --- | --- | -------------- |
| 1. SC 1911 Heiligenstadt                                                  | \| 17. Mai 2011 um 17:55 Uhr in Heilbad Heiligenstadt (Stadion am Lindenhof) \| \| Ergebnis: 5:6 n. E. (2:2, 2:2) \| \| Zuschauer: 3.500 \| \| Schiedsrichter: Stefan Kleinschmidt (Mühlhausen) \| | \| 17. Mai 2011 um 17:55 Uhr in Heilbad Heiligenstadt (Stadion am Lindenhof) \| \| Ergebnis: 5:6 n. E. (2:2, 2:2) \| \| Zuschauer: 3.500 \| \| Schiedsrichter: Stefan Kleinschmidt (Mühlhausen) \| | ZFC Meuselwitz |
| 1. SC 1911 Heiligenstadt                                                  | Lübke – Eib, Deppe, Basdekis, Sellmann, Orschel, Hanusch, Held, Möhlhenrich , Elsner, Lubojanski (110. Werner) Cheftrainer: Marco Wehr                                                             | Dix – Brendel, Müller, Kotowski, Gasch, Weis (46. Baum), Riese, Oswald (64. Bocek), Ferl, Böhme, T. Schmidt (56. Weinert) Cheftrainer: Holm Pinder                                                 | ZFC Meuselwitz |
| 1. SC 1911 Heiligenstadt                                                  | 1:1 Basdekis (56.) 2:1 Möhlhenrich (72.) | 0:1 Oswald (21.) 2:2 Gasch (75.) | ZFC Meuselwitz |
| 1. SC 1911 Heiligenstadt                                                  | Elfmeterschießen | | ZFC Meuselwitz |
| 1. SC 1911 Heiligenstadt                                                  | Dix hält gegen Möhlhenrich 1:2 Elsner Orschel trifft nicht 2:3 Werner 3:3 Basdekis Deppe schießt am Tor vorbei                                                                                     | 0:1 Ferl 0:2 Baum Bocek schießt über das Tor 1:3 Müller Lübke hält gegen Böhme 3:4 Weinert | ZFC Meuselwitz |
| 17. Mai 2011 um 17:55 Uhr in Heilbad Heiligenstadt (Stadion am Lindenhof) | | |                |
| Ergebnis: 5:6 n. E. (2:2, 2:2)                                            | | |                |
| Zuschauer: 3.500                                                          | | |                |
| Schiedsrichter: Stefan Kleinschmidt (Mühlhausen)                          | | |                |